# Lourdes Quiñones Canales
Lourdes Eulalia Quiñones Canales (Victoria de Durango, Durango, 11 de febrero de 1953) es una política mexicana, miembro del Partido Revolucionario Institucional (PRI). Fue dos veces diputada federal y una diputada al Congreso de Durango.

## Biografía
Es licenciada en enfermería. De 1982 a 1984 fue coordinadora de relaciones públicas del programa Desayuno con Saldaña en Imevisión y de 1984 a 1989 fue coordinadora de eventos especiales de la Dirección de Turismo del estado de México. De 1990 a 1994 fue jefa de capacitación de Aeropuertos y Servicios Auxiliares, de 1994 a 1995 fue jefa de departamento de auditoria externa del Instituto Nacional para la Educación de los Adultos y de 1996 a 1998 fue gerente regional de Ventas Institucionales de Afore Sólida Banorte.
De 1998 a 1999 fue asistente de la comisión de Protección Civil, de 1999 a 2000 asesora y de 2000 a 2002 coordinadora del comité de Información, Gestoría y Quejas, los tres en la Cámara de Diputados.
Paralelamente a los cargos anteriores, tuvo una larga carrera política en la estructura del PRI, ejerciendo cargos como secretaria de relaciones internacionales del Movimiento Juvenil Obrero de 1973 a 1974, coordinadora de relaciones públicas del comité ejecutivo nacional del PRI de 1993 a 1994, subsecretaria de Relaciones Internacionales de la Secretaría de Participación de la Mujer de la Confederación Nacional de Organizaciones Populares (CNOP) de 1992 a 1995, y de 2002 a 2005 coordinadora y luego líder nacional del Movimiento Nacional de las Mujeres de la CNOP.
En 2006 fue elegida por primera ocasión diputada federal, llegado por la vía de la representación proporcional a la LX Legislatura que concluyó en 2009. En ella, fue secretaria de la comisión especial de Apoyo a los Festejos del Bicentenario de la Independencia y del Centenario de la Revolución; así como integrante de las comisiones de Distrito Federal; de Relaciones Exteriores; y, de Vivienda; y del comité del Centro de Estudios de Derecho e Investigaciones Parlamentarias. Entre 2007 y 2011 fue presidenta del Organismo Nacional de Mujeres Priístas (ONMPRI).
En 2010 fue elegida diputada a la LXV Legislatura del Congreso del Estado de Durango igualmente por representación proporcional y que concluyó en 2012. Ahí fue vicecoordinadora del Grupo Parlamentario del PRI; presidenta de la comisión de Salud Pública; y vocal de las comisiones de Vivienda; de Turismo y Cinematografía; de Asuntos Indígenas; de Régimen, Reglamentos y Prácticas Parlamentarias; y de Fortalecimiento Municipal.
Solicitó licencia a la diputación local en 2012 para ser elegida por segunda ocasión diputada federal, igualmente por el principio de representación proporcional a la LXII Legislatura que concluiría en 2015. En esta ocasión, en la Cámara de Diputados fue secretaria de las comisiones de Hacienda y Crédito Público; y de Vigilancia de la Auditoría Superior de la Federación; así como integrante de las comisiones de Infraestructura; y Para la revisión del funcionamiento de la Comisión Nacional para la Protección y Defensa de los Usuarios de Servicios Financieros. En esta misma legislatura fue vicecoordinadora de la Oficialía Mayor del Grupo Parlamentario del PRI.